# أونا مارسون
أونا مارسون (بالإنجليزية: Una Marson)‏ (5 مايو 1905 في جامايكا - 1965)؛ كاتِبة، صحفية وشاعرة جامايكية.